# The Black Watch
The Black Watch is een Amerikaanse avonturenfilm uit 1929 onder regie van John Ford. Het scenario is gebaseerd op de roman King of the Khyber Rifles (1916) van de Britse auteur Talbot Mundy. De film werd destijds in Nederland uitgebracht onder de titel De zwarte garde.

## Verhaal
Kort na het begin van de Eerste Wereldoorlog gaat de Britse kapitein Donald Gordin King op een geheime missie naar Indië. Hij overtuigt zijn kameraden ervan dat hij een lafaard is, maar eigenlijk gaat hij er gevangen Britse soldaten bevrijden.

## Rolverdeling
| Acteur          | Personage                   |
| --------------- | --------------------------- |
| Victor McLaglen | Kapitein Donald Gordon King |
| Myrna Loy       | Yasmani                     |
| David Torrence  | Veldmaarschalk              |
| David Rollins   | Luitenant Malcolm King      |
| Cyril Chadwick  | Majoor Twynes               |
| Lumsden Hare    | Kolonel van de zwarte garde |
| Roy D'Arcy      | Rewa Ghunga                 |
| David Percy     | Solist                      |
| Mitchell Lewis  | Mohammed Khan               |
| Claude King     | Generaal in Indië           |
| Walter Long     | Harrim Bey                  |